# Fresh Off the Boat
Fresh Off the Boat este un serial sitcom american, în care joacă Hudson Yang, Randall Park și Constance Wu. Creat de Nahnatchka Khan, este vag inspirat de viața de bucătar și personalitate TV a lui Eddie Huang și cartea lui Fresh Off the Boat. Acesta este primul serial difuzat în perioada de maximă audiență în care în rolul principal este o familie asiato-americană din 1994, când Margaret Cho a jucat în All-American Girl. Stilul serialului fost comparat cu Toată Lumea îl Urăște pe Chris. Tehnica flashback-ului cu narațiune din prezent (doar în primul sezon) face serialul comprabil cu The Wonder Years.
Serialul a debutat pe ABC cu două episoade pe 4 februarie 2015. Cel de-al doilea episod, care a fost difuzat după Modern Family, a fost promovat ca un episod bonus și a avut premiera oficială în primetime pe 10 februarie 2015. Primul dintre cele două episoade a atras 7,94 milioane de telespectatori, devenind a doua cea mai apreciată premieră de comedie din acel sezon.
Pe 7 mai 2015, ABC a reînnoit Fresh Off the Boat pentru un al doilea sezon de 13 episoade. ABC a comandat 9 episoade suplimentare pe 13 octombrie și încă pe 17 noiembrie, ceea ce a dus la un total de 24 de episoade pentru cel de-al doilea sezon. Pe 3 martie 2016, ABC a anunțat că serialul a fost reînnoit pentru un al treilea sezon, care a avut premiera pe 11 octombrie 2016. Pe 12 mai 2017, ABC reînnoit serialul pentru un al patrulea sezon, care a avut premiera pe 3 octombrie 2017. Pe 11 mai 2018, ABC reînnoit serialul pentru un al cincilea sezon, care a avut premiera pe 5 octombrie.

## Premisă
Povestea urmărește evoluția familiei taiwanese a lui Eddie Huang, care se mută din Chinatown din Washington, DC în Orlando, Florida pentru a deschide un restaurant tematic (vestul sălbatic și cowboy) în 1995 (cu acțiunea din primele patru sezoane având loc între 1995 și 1998). Mama lui este supusă unui conflict cultural între educația ei și comunitatea din Florida care nu are o mare populație asiatică, tatăl său urmărește „Visul American”, iar Eddie se luptă cu adaptarea în școală.

## Distribuție

### Actori principali
- Randall Park ca Louis Huang[4][5] este tatăl lui Eddie, Emery și Evan și soțul lui Jessica. El este bun și naiv, bucurându-se de tot ce este american. El deține un restaurant western în Orlando numit Cattleman's Ranch.
- Constance Wu ca Jessica Huang[19] este soția lui Louis și mama[20] lui Eddie, Emery și Evan. Ea este o femeie pragmatică care vrea doar succes pentru  copiii ei și să păstreze legătura culturală cu Taiwanul.
- Hudson Yang[21] ca Edwyn „Eddie” Huang e protagonistul și un mare fan hip-hop și rap, precum și un mare fan al baschetului. Cel mai mare dintre cei trei frați, se eschivează culturii taiwaneze și este mai rebel decât frații mai mici, ceea ce o supără pe mama sa. Pentru că Eddie îl reprezintă pe scriitorul cărții pe care se bazează serialul, toate episoadele din sezonul întâi sunt povestite din perspectiva lui, iar Eddie Huang din viața reală este naratorul. Începând cu sezonul al doilea, episoadele se concentrează pe întreaga familie Huang.
- Ian Chen ca Evan Huang[22] este cel mai mic copil, care este un student eminent și se supune regulilor. El este copilul preferat al mamei. I s-a permis să sară peste clasa a cincea între sezoanele trei și patru și este în gimnaziu în cel de-al patrulea sezon.
- Forrest Wheeler ca Emery Huang[22] este copilul mijlociu al familiei Huang. El este un copil romantic și adorabil care este destul de inteligent. Este descris ca fiind carismatic și matur pentru vârsta lui și un afemeiat. Se dovedește că este bun atât la școală, cât și la atletism, jucând bine într-un turneu de tenis. A absolvit școala primară la sfârșitul celui de-al doilea sezon.
- Lucille Soong ca Bunica Jenny Huang este mama lui louis și bunica lui Eddie, Evan și Emery. Deși e clar că înțelege limba engleză, vorbește doar în limba mandarină (subtitrat în engleză). Cu toate acestea, ea vorbea în limba engleză în visul lui Marvin în sezonul trei, în episodul „Where are the Giggles?”. În sezonul patru, familia descoperă că ea lua lecții de engleză în secret și vorbește limba engleză pentru prima dată.
- Chelsey Clare ca Honey Ellis (apare regulat din sezonul doi, recurent în primul sezon)[23] este vecina familiei Huang, a treia soție a lui Marvin și noua prietenă a lui Jessica. Ea naște primul ei copil, o fiică, în sezonul cinci.
- Ray Wise ca Marvin Ellis (regulat din sezonul trei, recurent în primele două sezoane) este soțul mult mai bătrân al lui Honey și tatăl lui Nicole. Este un dentist de succes, care s-a căsătorit cu Honey după ce soția anterioară l-a prins înșelând-o cu Honey pe podeaua din bucătărie.

## Episoade
List of Fresh Off the Boat episodes